# 24726 Nagatatetsuya
24726 Nagatatetsuya è un asteroide della fascia principale. Scoperto nel 1991, presenta un'orbita caratterizzata da un semiasse maggiore pari a 2,4553530 au e da un'eccentricità di 0,0914718, inclinata di 5,85216° rispetto all'eclittica.